# Herqueville, Eure
 Herqueville  là một xã thuộc tỉnh Eure trong vùng Normandie miền bắc nước Pháp.

## Huy hiệu
| Arms of Herqueville | The arms of Herqueville are blazoned: Azure, on a saltire between 3 martlets Or and a porcupine argent, a mascle gules. (probably the crested porcupine of southern Europe Hystrix cristata) |